# Favrskov
Favrskov es un municipio danés localizado en la región de Jutlandia Central. Tiene un área de 539,36 km² y una población de 47.117 habitantes en 2012. Su sede administrativa es la ciudad de Hinnerup y su localidad más poblada es Hadsten.
El municipio, que debe su nombre al palacete de Favrskov, ubicado al oeste de Hadsten, fue establecido el 1 de enero de 2007 con la reforma territorial que se implementó en todo el país. Es resultado de la fusión de los antiguos municipios de Hadsten, Hammel, Hinnerup y Hvorslev, así como de las tres parroquias sureñas de Langå.
Randers colinda al oeste con Viborg y Silkeborg, al sur con Skanderborg y Aarhus, al este con Aarhus y Syddjurs, y al norte con Randers.

## Localidades
| Localidades más pobladas de Favrskov |           |                  |
| Nº                                   | Localidad | Población (2012) |
| 1                                    | Hadsten   | 7.956            |
| 2                                    | Hinnerup  | 7.230            |
| 3                                    | Hammel    | 6.929            |
| 4                                    | Søften    | 2.667            |
| 5                                    | Ulstrup   | 2.021            |
| 6                                    | Thorsø    | 1.852            |
| 7                                    | Laurbjerg | 1.012            |
| 8                                    | Folby     | 1133             |
| 9                                    | Voldum    | 870              |
| 10                                   | Lading    | 679              |